# Inocybe cryptocystis
Inocybe cryptocystis är en svampart som beskrevs av D.E. Stuntz 1954. Enligt Catalogue of Life ingår Inocybe cryptocystis i släktet Inocybe,  och familjen Inocybaceae, men enligt Dyntaxa är tillhörigheten istället släktet Inocybe,  och familjen Crepidotaceae. Arten är reproducerande i Sverige. Inga underarter finns listade i Catalogue of Life.